# Frontiers (Mission)
Frontiers ist eine internationale christlich-evangelikale Missionsgesellschaft, die sich auf die Entwicklungshilfe in islamischen Staaten spezialisiert hat, in denen es noch keine selbständigen christlichen Gemeinden gibt. Frontiers bekennt sich zur Partnerschaft mit anderen Werken in der ganzheitlichen Entwicklungszusammenarbeit. Das Wort Frontiers stammt aus dem Englischen und bedeutet Grenzen. Diese will die Organisation überwinden und Muslimen „in der Liebe Jesu dienen“.
Die Arbeit wird ausschließlich durch Spenden finanziert. Derzeit arbeiten nach eigenen Angaben etwa 1000 Mitarbeiter von Frontiers in den Einsatzländern. Frontiers unterhält im deutschsprachigen Raum Büros in Deutschland, der Schweiz (Rorschacherberg) und in Österreich.

## Geschichte und Arbeitsweise
Der Verein wurde 1983 vom Amerikaner Greg Livingstone gegründet und viele Jahre geleitet. Die spezielle Arbeitsweise und den Ansatz von Frontiers stellt er in seinem 1993 erschienenen Buch Gemeindegründung in der Islamischen Welt ausführlich vor.
Zentrale Methode von Frontiers ist die Teamarbeit. Laut Frontiers trägt man damit der Erfahrung Rechnung, dass Einzelkämpfer in einem schwierigen Umfeld wenig Chancen auf Erfolg haben. Ein Team besteht in der Regel aus sechs bis zwölf Mitarbeitern und wird geführt durch einen Teamleiter, der die Arbeit des Teams verantwortet. Die Teamleiter bilden das oberste Führungsorgan von Frontiers und sollen damit die Praxisnähe bei allen wichtigen Entscheidungen gewährleisten.
Ziel ist es ferner, Gemeinden zu gründen und in die Selbständigkeit zu führen, damit diese dann Multiplikatoren in ihrer jeweiligen Umgebung sein können. Dabei betont er die Kontextualisierung, also die Rücksichtnahme auf die lokale Tradition und Kultur. Diese ist inspiriert vom Apostel Paulus, der nach der Bibel (1. Korinther 9,20) den Juden ein Jude und den Griechen ein Grieche war.

## Partnerschaft und Zusammenarbeit
Teamwork ist für Frontiers auch auf Ebene von Kirchen, Gemeinden und anderen Organisationen wichtig. Deswegen bietet Frontiers grundsätzlich Partnerschaft und Zusammenarbeit an. In Deutschland wurden z. B. aus verschiedenen evangelischen Landeskirchen sowie zahlreichen Freikirchen und selbständigen Gemeinden Mitarbeiter gewonnen.
Nach eigenen Angaben ist Frontiers in fast allen Ländern mit islamischer Bevölkerung aktiv. Bei der Zusammenarbeit mit anderen Missionen werden unter anderem Operation Mobilisation und Wycliff genannt. Mitgliedschaft besteht in Deutschland bei der Deutschen und Schweizerischen Evangelischen Allianz (DEA/SEA), der Arbeitsgemeinschaft Evangelikaler Missionen (AEM) sowie der Arbeitsgemeinschaft Pfingstlich-Charismatischer Missionen (APCM).